# Yerokambos
Yerokambos è un sito archeologico di un antico cimitero di età minoica situato nella parte centrale dell'isola di Creta. Il sito si trova vicino al moderno villaggio di Lendas, a sud delle montagne di Asterousia.
Le tombe furono costruite nell'Antico minoico I e rimasero in uso fino al Medio minoico IA.